# Udo Kristen
Udo Kristen (* 4. November 1937 in Lodz, Polen) ist ein deutscher Biologe und ehemaliger Hochschullehrer an der Universität Hamburg. Sein Fachgebiet ist die Zellbiologie und Zelltoxikologie.

## Leben
1969 promovierte Kristen an der Universität Hamburg im Fachbereich Biologie und war dann als akademischer Rat am Institut für Allgemeine Botanik und Botanischer Garten tätig. 1979 bis zu seiner Emeritierung 2003 war er Professor für Allgemeine Botanik. 1985 erfolgte die Habilitation. Udo Kristen war dreimal Stellvertretender Direktor des Instituts – zuletzt von 1999 bis 2001. Für zwei Jahrzehnte, von 1976 bis 1996, war er Baubeauftragter des Biozentrums Klein Flottbek. 

## Werke
In seinem Arbeitsleben hat Udo Kristen 116 wissenschaftliche Publikationen im Spezialgebiet Zellbiologie und Zelltoxikologie verfasst und veröffentlicht. Zu seinen Werken gehören unter anderem:
- Udo Kristen: General and Molecular Cytology: The Cytoskeleton: Microfilaments. In: Progress in Botany (= Progress in Botany/Fortschritte der Botanik). Springer, Berlin, Heidelberg, 1987, ISBN 978-3-642-73025-2, S. 1–12, doi:10.1007/978-3-642-73023-8_1.
- Udo Kristen: General and Molecular Cytology: The Cytoskeleton: Microtubules. In: Progress in Botany (= Progress in Botany/Fortschritte der Botanik). Springer, Berlin, Heidelberg, 1986, ISBN 978-3-642-71670-6, S. 1–22, doi:10.1007/978-3-642-71668-3_1.
- Udo Kristen: General and Molecular Cytology: The Plasma Membrane and the Tonoplast. In: Progress in Botany (= Progress in Botany/Fortschritte der Botanik). Springer, Berlin, Heidelberg, 1989, ISBN 978-3-642-74063-3, S. 1–13, doi:10.1007/978-3-642-74061-9_1.
- Udo Kristen: General and Molecular Cytology: The Cell Wall. In: Progress in Botany (= Progress in Botany/Fortschritte der Botanik). Springer, Berlin, Heidelberg, 1985, ISBN 978-3-642-45609-1, S. 1–18, doi:10.1007/978-3-642-45607-7_1.